# Kenton/North Denver Avenue megállóhely
Kenton/North Denver Avenue megállóhely a Metropolitan Area Express sárga vonalának megállója az Oregon állambeli Portlandben.
Az Interstate Avenuen, az északi Argyle és északi Denver utcák kereszteződésénél elterülő megálló szélső peronos.
A peronokon található műalkotások a történelmi Kenton kerületet mutatják be, például az egykori hizlalótelepet, valamint a megállóval szemközt, az utcán felállították az amerikai kultúra részét képező Paul Bunyan szobrát, amelyet felvettek a Történelmi Helyek Nemzeti Jegyzékébe.
| Előző állomás                                 |  | Metropolitan Area Express |  | Következő állomás                         |
| --------------------------------------------- |  | ------------------------- |  | ----------------------------------------- |
| North Lombard pályaudvartovább PSU South felé |  | Sárga vonal               |  | Delta Park/Vanporttovább Expo Center felé |

## Fordítás
- Ez a szócikk részben vagy egészben  a   Kenton/North Denver Avenue MAX Station című angol Wikipédia-szócikk ezen változatának fordításán alapul.  Az eredeti cikk szerkesztőit annak laptörténete sorolja fel. Ez a jelzés csupán a megfogalmazás eredetét és a szerzői jogokat jelzi, nem szolgál a cikkben szereplő információk forrásmegjelöléseként.